# Martine de Bertereau

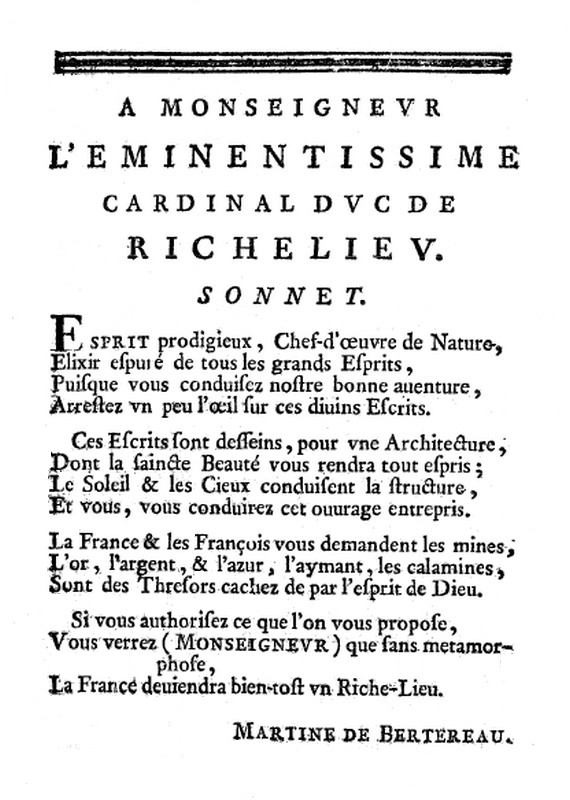
Bittgedicht an Kardinal Richelieu von Martine Bertereau

Martine de Bertereau, Baronin von Beausoleil (* um 1590, Touraine oder Berry; † um 1642 in Vincennes) war eine französische Alchemistin und Bergbauexpertin.
Über ihre Herkunft ist wenig bekannt, doch hatte sie eine gute Erziehung. Sie hatte Latein- und Hebräisch-Kenntnisse und lernte auf ihren Reisen weitere Sprachen (Spanisch, Italienisch, Deutsch). Sie verfügte über Kenntnisse in Astrologie und Alchemie. Mit ihrem Ehemann Jean du Châtelet (Chastelet, Baron Beausoleil, um 1578 in Brabant bis um 1642) bereiste sie Europa (Mitteleuropa einschließlich Ungarn und Polen, Schweden, Schottland, Italien) und Südamerika (Potosí), wobei sie Mineralien suchten und sich mit Bergbau befassten. Kaiser Rudolf II. machte ihren Mann zum Aufseher von Bergwerken in Ungarn.
1626 beauftragte Ludwig XIII. den Ehemann von Martine de Bertereau mit der Inspektion der Bergwerke in Frankreich und der Suche nach Bodenschätzen. Das Ehepaar bereiste den Süden Frankreichs und die Bretagne. 1627 erregte ihr Aufenthalt in Morlaix in der Bretagne das Misstrauen der Geistlichkeit und der Provinzbeamten. Sie und ihr Mann wurden der Hexerei verdächtigt und flohen ins Ausland. Obwohl es zu keiner Anklage kam, wurde ihr Besitz samt Mineralien und Instrumenten beschlagnahmt, worüber sich Martine Bertereau noch 1640 in ihrem Bittgedicht beschwerte. 1629 und 1630 waren sie wieder in Ungarn, wo ihr Mann im Auftrag des Kaisers wieder Bergwerke leitete. Bald darauf wurden sie wieder nach Frankreich zurückgerufen zur Erkundung von Bodenschätzen. Dabei investierten sie hohe Summen aus eigenem Kapital und wurde begleitet von Bergleuten aus Deutschland. Die Stelle in Ungarn verwaltete ihr ältester Sohn. Martine Bertereau veröffentlichte 1632 einen Bericht über ihre Entdeckungen im Bergbau (Véritable déclaration de la découverte des mines et minières). 1634 wurde ihr Mann der Generalinspektor der Bergwerke in Frankreich. Die Konzessionen, die sie sich erhofften, ließen aber auf sich warten und der Baron verlor seine Stelle wieder.
1640 veröffentlichte sie ein Bittgedicht an Kardinal Richelieu (La restitution de pluton), in dem sie eine Bezahlung für geleistete Dienste erbat und außerdem die eigenen Entdeckungen und ihren Lebensweg schilderte. Dies hatte aber nicht die erhoffte Wirkung. Sie wurden eingesperrt (Jean du Châtelet in der Bastille, Martine Bertereau in Vincennes) und starben im Gefängnis.